# Natas (formație)

Natas (acronim pentru Nation Ahead of Time And Space) este o formație americană de hip hop din Detroit, Michigan.

## Carieră muzicală
Student la Osborn High School, Esham l-a întâlnit pe Mastamind, care i-a dat trei dintre piesele sale demo; cei doi au creat mai apoi formația Natas împreună cu vechiul prieten al lui Esham, TNT. Numele grupului este un acronim pentru „Nation Ahead of Time And Space” În 1992, Natas au lansat primul album, Life After Death, cu casa de discuri a lui Esham, Reel Life Productions. În urma lansării albumului, Esham, Natas și Reel Life Productions au fost subiectul unei controverse când un fan de 17 ani s-a omorât în timp ce fuma cannabis și juca ruleta rusească, ascultând albumul Life After Death.
În 2002, Natas au lansat singurul lor album care a figurat în clasamente, Godlike, atingând pozițiile cu numărul 35 în  Billboard Top Independent Albums, 45 în clasamentul Heatseekers și 56 în Top R&B/Hip-Hop Albums.

## Discografie
- Life After Death (1992)
- Blaz4me (1994)
- Doubelievengod (1995)
- Multikillionaire: The Devil's Contract (1997)
- WicketWorldWide.COM (1999)
- Godlike (2002)
- N of tha World (2006)